# Emily Chang (actriz)
Emily Chang (nacida el 3 de agosto de 1980) es una actriz estadounidense. Es conocida por tocar "Ba-zing!" girl en un comercial de 2012 para Ruffles y el personaje Ivy en la serie de televisión The Vampire Diaries.

## Primeros años
Chang nació en Baton Rouge, Luisiana, y creció en Randolph, Nueva Jersey. Sus padres emigraron a Estados Unidos desde Taiwán. Chang asistió a la Universidad de Chicago ya la Universidad de Nueva York.

## Carrera profesional
Chang fue miembro fundador del grupo asiático-estadounidense de palabra hablada I Was Born with Two Tongues, junto con Denizen Kane. Trabajó como presentadora y vocera de ImaginAsian Entertainment, presentando la serie de televisión The Lounge de 2004 a 2007. Interpretó a Kay Ho en la película independiente Colin Hearts Kay, que ganó el premio del público en 2010 tanto en el Festival de Cine de Brooklyn como en el Festival de Cine Unido de Nueva York, donde también ganó el premio a la Mejor Película Narrativa. En 2010, Chang ganó un premio Emmy de Nueva York por la serie documental On the Frontlines: Doing Business in China, junto con su coanfitrión James Fallows, de The Atlantic Monthly.
Chang ha aparecido en numerosos comerciales, incluidos anuncios para Cablevision, WebMD, Carmax, Harrah's, Verizon, Honda y Huntington Bank. Chang se hizo más conocida como "Katie" ("la chica deslumbrante") en un comercial de Ruffles Ultimate de 2012, y obtuvo un lugar en "10 Hottest Women from Commercials" de la revista<i id="mwMA">Complex</i>.
Las apariciones en televisión de Chang incluyen un papel recurrente en The Vampire Diaries además de papeles como invitado en Cómo conocí a vuestra madre, Brothers & Sisters, 90210, Ringer y Community. También interpretó a Phyllis Moss en NCIS y tuvo un papel recurrente como Kathy Baker en The Young and the Restless. En Total Recall , Chang apareció como el presentador de noticias Lien Nguyen.
Chang también ha escrito, producido y protagonizado varios cortometrajes, incluido "The Humberville Poetry Slam", que fue finalista del premio Golden Reel y del premio Linda Mabalot New Directors/New Visions en el Festival de Cine del Pacífico Asiático de Los Ángeles. El cortometraje de Chang "Mouthbreather", dirigido por la escritora y productora de Rules of Engagement Gloria Calderon Kellett, fue una selección oficial del Festival de Cine de Cortometrajes de Comedia de Los Ángeles de 2012 y del Festival de Cine de Newport Beach de 2012.
Chang ganó el Premio a la Mejor Actriz en el Festival de Cine de Proyectos de Cine de 48 Horas de San Diego, por su papel de Suzy en el cortometraje One Mistake. Completó el cortometraje Parachute Girls en 2016, que escribió, produjo y protagonizó junto a Lynn Chen y Drew Powell.

## Filmografía

### Película
- Separadores de bebés (2020)
- Hierba (2017)
- Toma el 10 (2017)
- Chicas paracaidistas (2016)
- Alguien que solía conocer (2013)
- Voluntad cruel (2013)
- Recuerdo total (2012)
- Escala (2012)
- Shanghái Hotel (2011)
- Colin Corazones Kay (2010)

### Televisión
- Siempre está soleado en Filadelfia (2019)
- Hawái Five-0 (2018)
- El tipo en negrita (2017)
- Chica nueva (2016)
- Diarios de vampiros (2014)
- Cómo conocí a vuestra madre (2014)
- Comunidad (2014)
- Inteligencia (2014)
- Días de nuestras vidas (2014)
- Huesos (2013)
- NCIS (2012)
- Los jóvenes y los inquietos (2012)
- Cuerpo de prueba (2012)
- Timbre (2012)
- 90210 (2011)
- Hermanos y hermanas (2011)